# Khadamat Rafah
El Khadamat Rafah (en inglés: Rafah Services Club) es un equipo de fútbol de Palestina que juega en la Liga de Gaza, una de las ligas que conforman la primera división de fútbol en el país.

## Historia
Fue fundado en el año 1951 en la ciudad de Rafah, y es uno de los equipos de fútbol más ganadores de la Franja de Gaza, ya que cuenta con cuatro títulos de liga, dos de copa y tres títulos de supercopa, además de ser el primer campeón de liga en Palestina en 1996.

## Palmarés
- Campeonato de Palestina: 2

1996, 1998
- Copa de Palestina: 2

1997, 2016/17
- Liga de Gaza: 4

1995/96, 1997/98, 2005/07, 2015/16
- Copa de Gaza: 2

1997, 2013/14
- Supercopa de Gaza: 3

2013, 2014, 2016